# Juni 1991
Portal Geschichte | Portal Biografien | Aktuelle Ereignisse | Jahreskalender | Tagesartikel

◄ |
19. Jahrhundert |
20. Jahrhundert
| 21. Jahrhundert

◄ |
1960er |
1970er |
1980er |
1990er
| 2000er | 2010er | 2020er | ►

◄ |
1987 |
1988 |
1989 |
1990 |
1991
| 1992 | 1993 | 1994 | 1995 | ►

◄ |
März 1991 |
April 1991 |
Mai 1991 |
Juni 1991 |
Juli 1991 |
August 1991 |
September 1991 |
►
Dieser Artikel behandelt aktuelle Nachrichten und Ereignisse im Juni 1991.

## Tagesgeschehen

### Sonntag, 2. Juni 1991
- Berlin/Deutschland: Im NOFV-Pokal, Nachfolgewettbewerb des Fußballvereinspokals der DDR, besiegt die Mannschaft des FC Hansa Rostock im Finale den Eisenhüttenstädter FC Stahl mit 1:0.[1]
- Bern/Schweiz: In einer Volksabstimmung lehnt die Mehrheit der Teilnehmer den Bundesbeschluss über eine Neuregelung der Finanzen des Bunds ab. Konkret bedeutet das Votum, dass es in der Schweiz keine Mehrwertsteuer geben wird und dass die Warenumsatzsteuer bestehen bleibt.[2]
- Frankfurt am Main/Deutschland: Zwischen dem Hamburger und dem Münchener Hauptbahnhof startet die Deutsche Bahn AG mit 25 Exemplaren den Regelbetrieb des InterCity Express', der Serienversion des InterCityExperimentals.[3]
- Hamburg/Deutschland: Bei der Bürgerschaftswahl entscheiden sich die Wähler für eine Alleinregierung der SPD. Die Partei des amtierenden Ersten Bürgermeisters Henning Voscherau vereint 48 % der Wählerstimmen auf sich, die FDP überspringt als bisheriger Partner in der sozialliberalen Koalition mit 5,4 % knapp die Sperrklausel. Die übrigen Fraktionen in der Bürgerschaft werden die CDU (35,1 %) und die Grün-Alternative Liste (7,2 %) stellen.[4]
- New York/Vereinigte Staaten: Bei der 45. Verleihung des Tony Awards werden Mercedes Ruehl und Nigel Hawthorne jeweils für die beste Leistung in einer Hauptrolle in einem Theaterstück ausgezeichnet.[5]

### Dienstag, 4. Juni 1991
- Peking/China: Die Zentrale Volksregierung teilt mit, dass Jiang Qing im vergangenen Monat im Alter von 77 Jahren Selbstmord beging. Die Witwe des ehemaligen Staatspräsidenten Mao Zedong führte gegen Ende des Lebens ihres Ehemanns wichtige Regierungsgeschäfte selbst und wurde deshalb 1981 zur bedingten Todesstrafe verurteilt. Zehn Tage vor ihrem Selbstmord wurde sie aus der Haft entlassen.[6]

### Mittwoch, 5. Juni 1991
- Dortmund/Deutschland: Der 24. Deutsche Evangelische Kirchentag beginnt. Er wurde als Veranstaltung für das gesamte Ruhrgebiet entworfen und steht unter dem Motto: „Gottes Geist befreit zum Leben.“[7]

### Donnerstag, 6. Juni 1991
- Berlin/Deutschland: Bei der Verleihung des Deutschen Filmpreises wird das Werk Malina von Regisseur Werner Schroeter als bester Film ausgezeichnet. Insgesamt erhält es vier Filmbänder in Gold.[8][9]

### Freitag, 7. Juni 1991
- Plowdiw/Bulgarien: In Kooperation mit der Weltorganisation für geistiges Eigentum der Vereinten Nationen beginnt die spezialisierte Weltausstellung Expo 1991 zum Thema „Junge Erfinder“. Es handelt sich um die dritte vom Bureau International des Expositions offiziell anerkannte Expo in der bulgarischen Stadt binnen zehn Jahren.[10]

### Samstag, 8. Juni 1991
- Zürich/Schweiz: Der Titelverteidiger Grasshopper Club Zürich wird Schweizer Fussballmeister 1991 durch einen 3:2-Heimsieg am vorletzten Spieltag gegen den FC Sion.[11]

### Mittwoch, 12. Juni 1991

Kennzeichen für rücknahmepflichtige Verpackungen

- Bonn/Deutschland: Der Bundestag beschließt die Verpackungsverordnung. Sie verpflichtet die in der Bundesrepublik tätigen Hersteller und Vertreiber von Konsumgütern im Rahmen des Dualen Systems dazu, gebrauchte Verpackungen zurückzunehmen.[12]
- Leningrad/Sowjetunion: Die Mehrheit der Abstimmenden befürwortet in einem Referendum den Vorschlag, dass die seit 1924 nach dem kommunistischen Politiker Wladimir Iljitsch Lenin benannte Stadt wieder den Namen „Sankt-Peterburg“ tragen soll, im Deutschen ist die Form „Sankt Petersburg“ gebräuchlich.[13]
- Maria Enzersdorf/Österreich: Der FK Austria Wien wird durch ein 2:2 beim FC Admira/Wacker Wien Österreichischer Fußballmeister 1991.[14]
- Moskau/Sowjetunion: Bei den ersten freien Wahlen des Präsidenten der Russischen Sozialistischen Föderativen Sowjetrepublik entfallen 57 % der Stimmen auf den parteilosen Kandidaten Boris Jelzin, ein ehemaliges Führungsmitglied der KPdSU.[15]

### Freitag, 14. Juni 1991

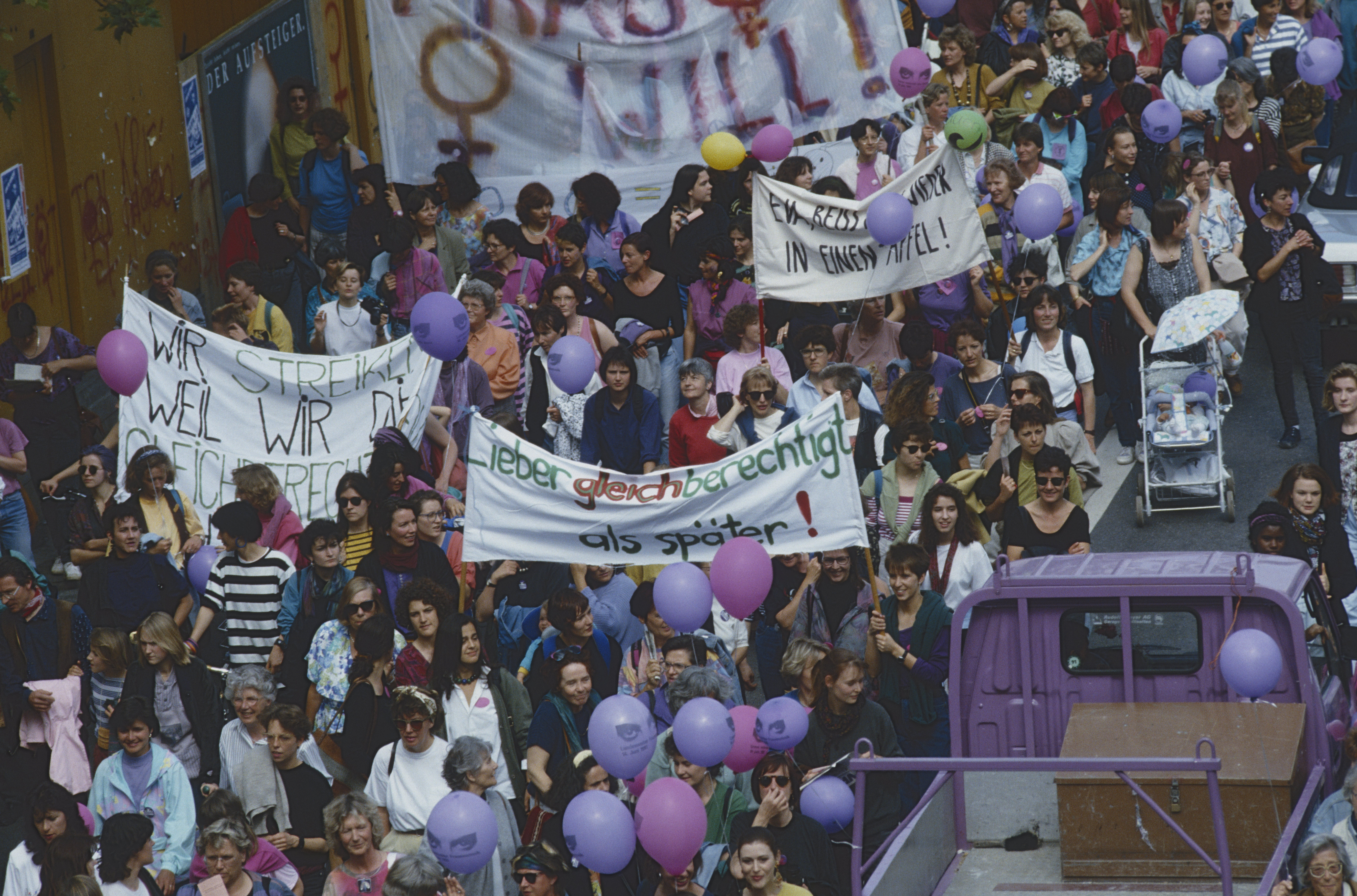
Frauenstreik

- New York/Vereinigte Staaten: Der amerikanische Sprinter Leroy Burrell absolviert die 100-m-Strecke in elektronisch gestoppten 9,90 s und ist damit neuer Weltrekordhalter über diese Distanz, weil die in den Jahren zuvor erzielten besseren Resultate wegen Dopings gestrichen wurden.[16]
- Zürich/Schweiz: An der größten Veranstaltung des heutigen landesweiten Frauenstreiktags des Schweizerischen Gewerkschaftsbunds nehmen mehrere 1.000 Menschen teil. Das Motto lautet: „Wenn frau will, steht alles still.“ Ursprünglicher Auslöser war die Empörung über ungleiche Löhne für Frauen und Männer in der Uhrenindustrie.[17]

### Samstag, 15. Juni 1991

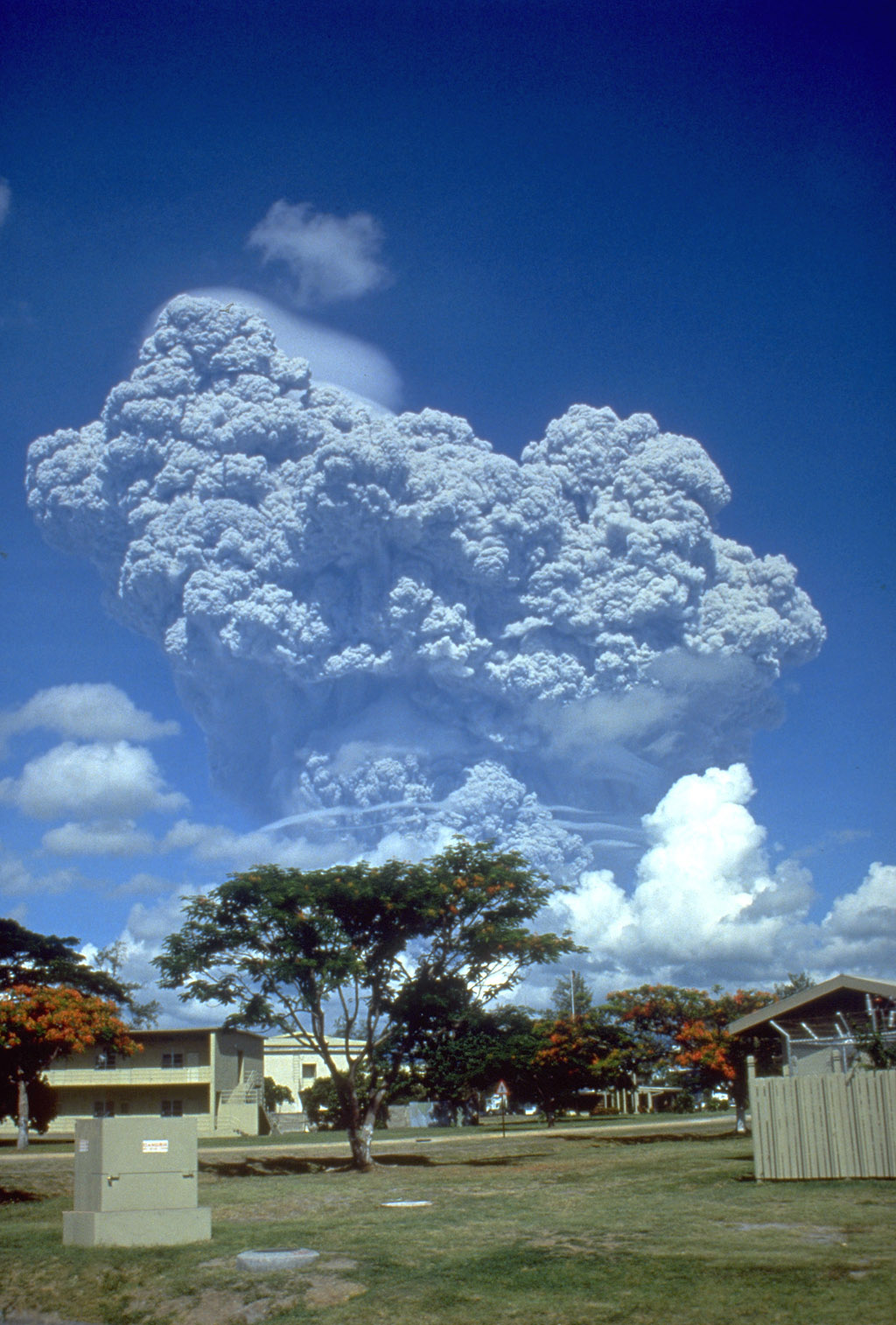
Der Pinatubo-Ausbruch am 12. Juni 1991, drei Tage vor dem Hauptausbruch, gesehen von der Clark Air Base, etwa 20 km östlich des Vulkangipfels

- Birmingham/Vereinigtes Königreich: Die japanische Stadt Nagano erhält auf der 97. Sitzung des Internationalen Olympischen Komitees den Zuschlag für die Ausrichtung der Olympischen Winterspiele 1998.[18]
- Köln/Deutschland: Dank eines 6:2-Erfolgs beim 1. FC Köln feiert der 1. FC Kaiserslautern am Ende der Fußball-Bundesliga-Saison 90/91 seine erste Deutsche Meisterschaft seit 1953.[19]
- Linz/Österreich: Die Delegierten des Bundesparteitags der Sozialistischen Partei Österreichs (SPÖ) stimmen mehrheitlich für die Umbenennung ihrer Partei in „Sozialdemokratische Partei Österreichs“.[20]
- Philippinen: Ausbruch des Pinatubo. Die zweitgrößte Eruption des 20. Jahrhunderts fordert trotz Evakuierung mindestens 875 Todesopfer. In der Folge sinkt aufgrund der freigesetzten Aerosole weltweit die Temperatur um 0,5 °C.[21]

### Sonntag, 16. Juni 1991

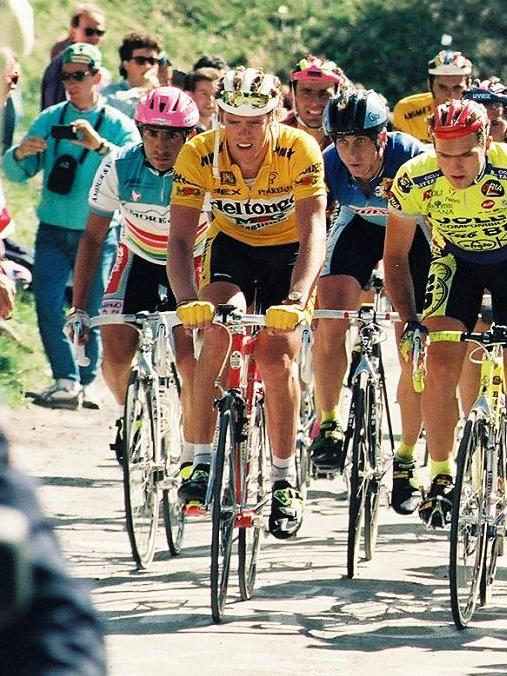
Giro d'Italia 1991

- Mailand/Italien: Der Gesamtsieg bei der 74. Ausgabe des Rad-Etappenrennens Giro d’Italia geht an den Italiener Franco Chioccioli. Es ist sein erster Gesamtsieg bei dieser Rundfahrt und der 54. eines Italieners.[22]

### Montag, 17. Juni 1991
- Bonn/Deutschland: Vertreter Deutschlands und Polens unterzeichnen den Vertrag über gute Nachbarschaft und freundschaftliche Zusammenarbeit, dem die Parlamente beider Länder noch zustimmen müssen. Im Vertragstext billigt die Republik Polen der deutschen Minderheit in ihrem Land die Anerkennung als nationale Minderheit zu.[23]

### Mittwoch, 19. Juni 1991
- Amman/Jordanien: Taher al-Masri löst Mudar Badran als Ministerpräsident von Jordanien ab.[24]

### Donnerstag, 20. Juni 1991

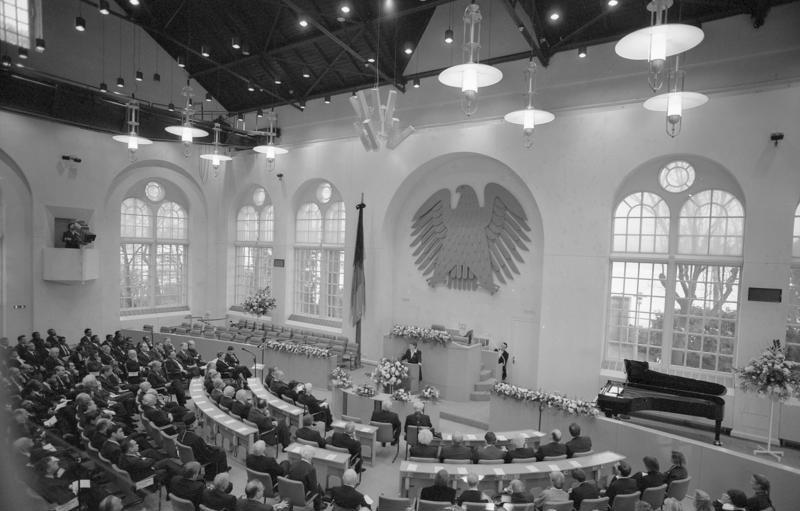
Plenarsaal des Deutschen Bundestags in Bonn

- Bonn/Deutschland: Der Deutsche Bundestag votiert mit 338 zu 320 Stimmen dafür, seinen Sitz von Bonn nach Berlin zu verlegen. Berlin war bereits Regierungssitz des bis 1945 bestehenden Deutschen Reichs, in dem es von 1871 bis 1933 ein pluralistisches und bis 1942 ein ausschließlich nationalsozialistisches Parlament gab.[25]

### Samstag, 22. Juni 1991
- Berlin/Deutschland: Werder Bremen gewinnt bei der dritten Finalteilnahme in Folge gegen den 1. FC Köln im Endspiel des DFB-Pokals der Männer mit 4:3 im Elfmeterschießen.[26]

### Sonntag, 23. Juni 1991
- Ankara/Türkei: Der vor acht Tagen von der regierenden Mutterlandspartei (ANAP) zu ihrem neuen Parteivorsitzenden gewählte Mesut Yılmaz stellt dem Präsidenten der Türkei Turgut Özal (ANAP) sein Kabinett vor. Özal akzeptiert die neue Regierung und ebnet Yılmaz damit den Weg ins Amt des Ministerpräsidenten, das seit 1989 der kürzlich abgewählte ANAP-Parteivorsitzende Yıldırım Akbulut innehatte.[27][28]
- Eisenstadt/Österreich: Die vorgezogene Landtagswahl im Burgenland endet für die SPÖ nach den hohen Verlusten im Jahr 1987 mit leichten Zugewinnen im Stimmenergebnis und sie bleibt stärkste Kraft. Im Lager der konservativen Parteien holt die FPÖ gegenüber der ÖVP bei der dritten Wahl in Folge auf. Der Vorsprung der ÖVP auf die FPÖ liegt nun bei weniger als 30 %.[29]

### Dienstag, 25. Juni 1991

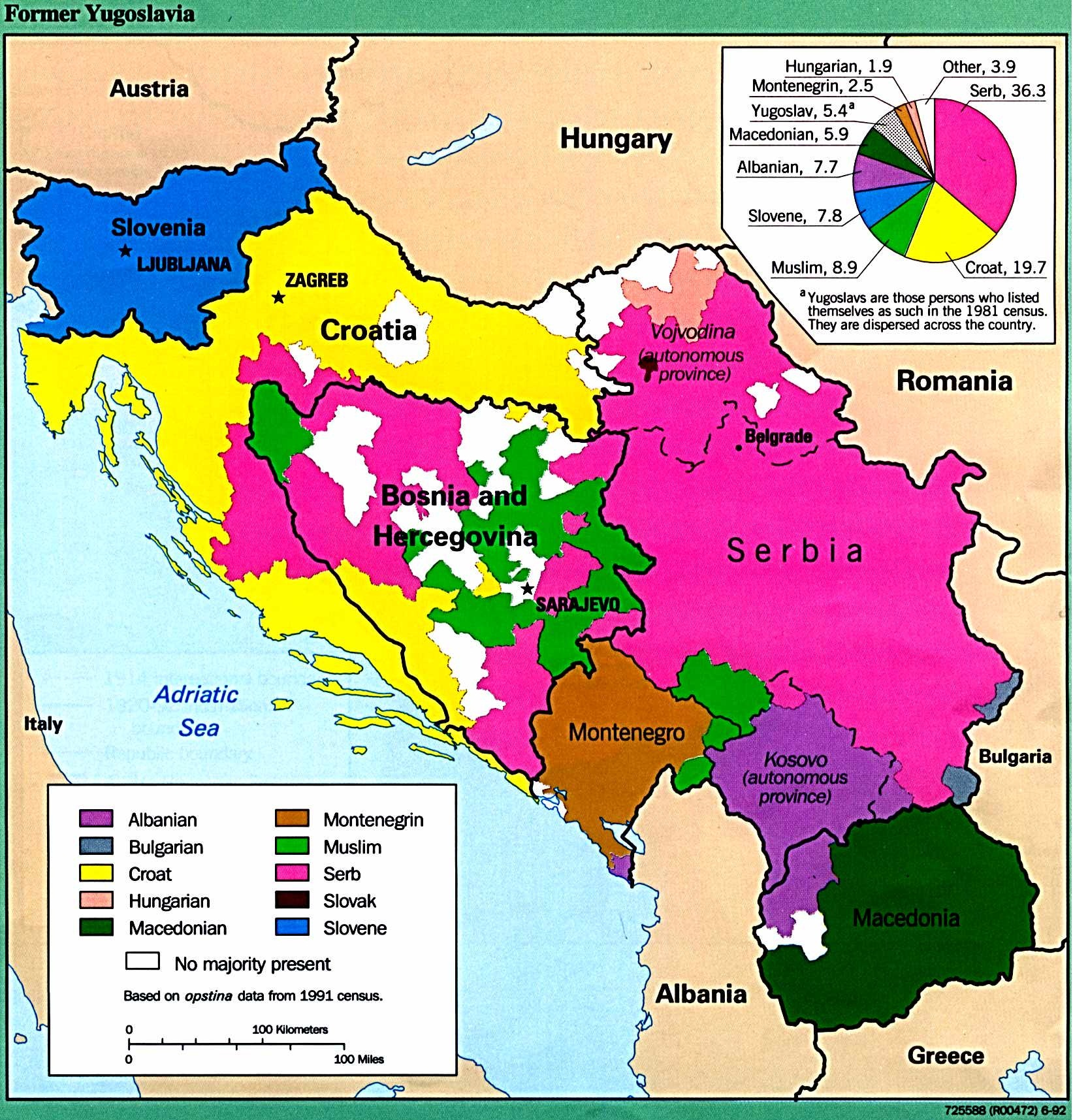
Gliedstaaten Jugoslawiens und ethnische Mehrheiten, gelb: Kroaten, blau: Slowenen

- Jena/Deutschland: Der ehemalige Ministerpräsident von Baden-Württemberg Lothar Späth übernimmt den Vorsitz des Ostthüringer Unternehmens Jenoptik Carl Zeiss Jena GmbH, das acht Monate zuvor aus dem Kernbereich des volkseigenen Kombinats Carl Zeiss Jena hervorging.[30]
- Zagreb/Jugoslawien: Der Sabor, das Parlament des kroatischen Landesteils, erklärt die Unabhängigkeit Kroatiens vom jugoslawischen Zentralstaat.[31]
- Ljubljana/Jugoslawien: Auch die jugoslawische Teilrepublik Slowenien erklärt ihre Unabhängigkeit. Dies ist Auslöser für den am Folgetag beginnenden 10-Tage-Krieg Sloweniens und seiner Territorialverteidigung mit der jugoslawischen Zentralregierung und ihrer Volksarmee.

### Freitag, 28. Juni 1991
- Budapest/Ungarn: Der Rat für gegenseitige Wirtschaftshilfe (RGW) löst sich auf seiner 46. Ratstagung auf. Die internationale Organisation sozialistischer Staaten wurde 1949 auf Initiative der Sowjetunion gegründet und stand bis zuletzt unter sowjetischer Führung. Am 2. Oktober 1990 erklärte die DDR ihren Austritt aus dem RGW.[32][33]

### Sonntag, 30. Juni 1991
- Belgrad/Jugoslawien: Mit sechs Wochen Verspätung übernimmt der Kroate Stjepan Mesić vom Serben Borisav Jović den Vorsitz im Präsidium der SFR Jugoslawien und verkündet in seiner Antrittsrede als neues Staatsoberhaupt: „Ich werde der letzte Präsident Jugoslawiens sein. Nach dem Ende meiner Regierungszeit wird es dieses Land in dieser Form nicht mehr geben.“[34]
- Klagenfurt/Österreich: Die in Deutschland lebende Türkin Emine Sevgi Özdamar gewinnt mit einem Text unter dem Titel Das Leben ist eine Karawanserei – hat zwei Türen – aus einer kam ich rein aus der anderen ging ich raus über ihr eigenes Leben den Ingeborg-Bachmann-Preis 1991.[35]

## Weblinks

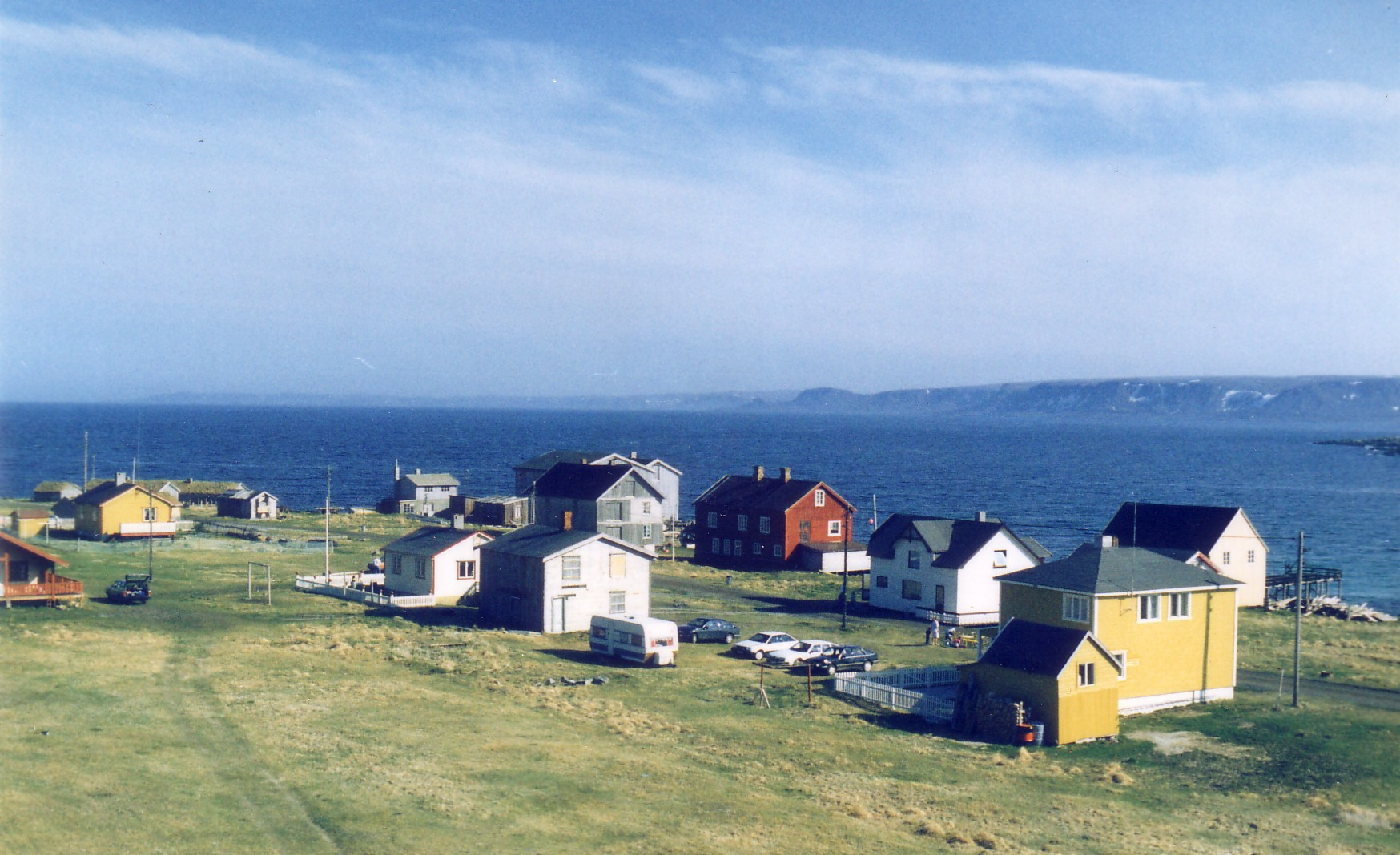
Norwegen im Juni 1991